# Hadseløya
Hadseløya ist eine Insel in der Region Vesterålen in der norwegischen Kommune Hadsel im Fylke (Regierungsbezirk) Nordland. Sie ist mit ihrer Lage im Hadselfjorden das Bindeglied zu den sich südlich erstreckenden Inseln der Region Lofoten und den im Norden liegenden Inseln Vesterålens.

## Allgemeines
Auf der Ostseite der Insel verläuft die E 10, die die beiden Hauptorte Stokmarknes im Norden und Melbu im Süden verbindet. Eine Nebenstrecke verläuft westlich um die Insel, so dass auch die restlichen Orte angebunden sind. Beide haben zusammen eine Länge von genau 42 km, der Grund für den landesweit bekannten Hadsel-Marathon.
Das Innere von Hadseløya besteht aus einem bis zu 656 m hohen Gebirgsmassiv, welches einen leicht zu erwandernden fantastischen Panorama-Ausblick auf die beiden Inselgruppen gewährt.
In Stokmarknes befindet sich zudem Norwegens größter Regional-Flughafen mit jährlich über 100.000 Passagieren.

## Bekannte Personen
- Richard With, Gründer der Hurtigruten
- Madrugada, Rockband
- Dag Jostein Fjærvoll, Politiker